# Пиещяни (окръг)
Окръг Пиещяни (на словашки: okres Piešťany) е окръг в Търнавския край на Словакия. Център на окръга и негов най-голям град е едноименният Пиещяни. Площта му е 381 км², а населението е 63 032 души (по преброяване от 2021 г.).

## Статистически данни
Национален състав:
- Словаци 97,6 %
- Чехи 1,1 %

Конфесионален състав:
- Католици 80 %
- Лютерани 5,4 %
- Свидетели на Йехова 0,6 %